# Ménfői úti Stadion
El Ménfői úti Stadion también llamado Gyirmóti Stadion o Alcufer Stadion es un estadio de fútbol ubicado en la ciudad de Győr, Hungría. Fue inaugurado en 2015 y cuenta con una capacidad para 4 500 personas. El recinto es utilizado por el club Gyirmót FC Győr de la Liga de Fútbol de Hungría.
El estadio se inauguró el 22 de septiembre de 2015 con un encuentro entre el cuadro local Gyirmót FC Győr y el Dunaújváros PASE, el partido terminó con una victoria de los locales por 2-1.
El 25 de marzo de 2016 se jugó el primer partido internacional en el estadio. La Selección Sub-21 de Hungría recibió a su similar de Israel en partido de clasificación válido por el Grupo 4 del Campeonato de Europa Sub-21 de la UEFA 2017. El resultado final fue un empate sin goles.
En 2021 será una de las cuatro sedes de Hungría en la Eurocopa Sub-21 de 2021, en la que comparte la organización con Eslovenia.